# 台中朝聖宮
24°09′41″N 120°44′26″E / 24.161287°N 120.740437°E
台中朝聖宮，是位於臺灣臺中市北屯區民政里的媽祖廟，為參與大甲媽祖遶境進香的台中地區信徒所建的大甲鎮瀾宮分靈廟。
目前台中朝聖宮管理委員會榮譽主任委員、財團法人大甲鎮瀾宮董監事會顧問為卓三夫，台中朝聖宮管理委員會主任委員為李煥湘，台中朝聖宮管理委員會副主任委員為李森枝。以上資料為台中朝聖宮-台灣媽祖聯誼會

## 組織
1978年，臺中市工商界人士以「台中工商業一同」名稱組團赴大甲鎮瀾宮參加媽祖遶境活動，在搶香獲得參香（三香），遶境結束後迎回一尊大甲媽分靈神像返台中市，後此媽祖會改稱為「台中天上聖母會」。該媽祖會分有繡旗隊、福德團、彌勒團、太子團、神童團、哨角隊、莊儀團、執士隊、香擔、神轎等陣頭，曾隨台北大甲媽祖聯誼會、豐原慈聖天上聖母會一同參加大甲鎮瀾宮在2000年7月於中國大陸的首次遶境。

## 建廟

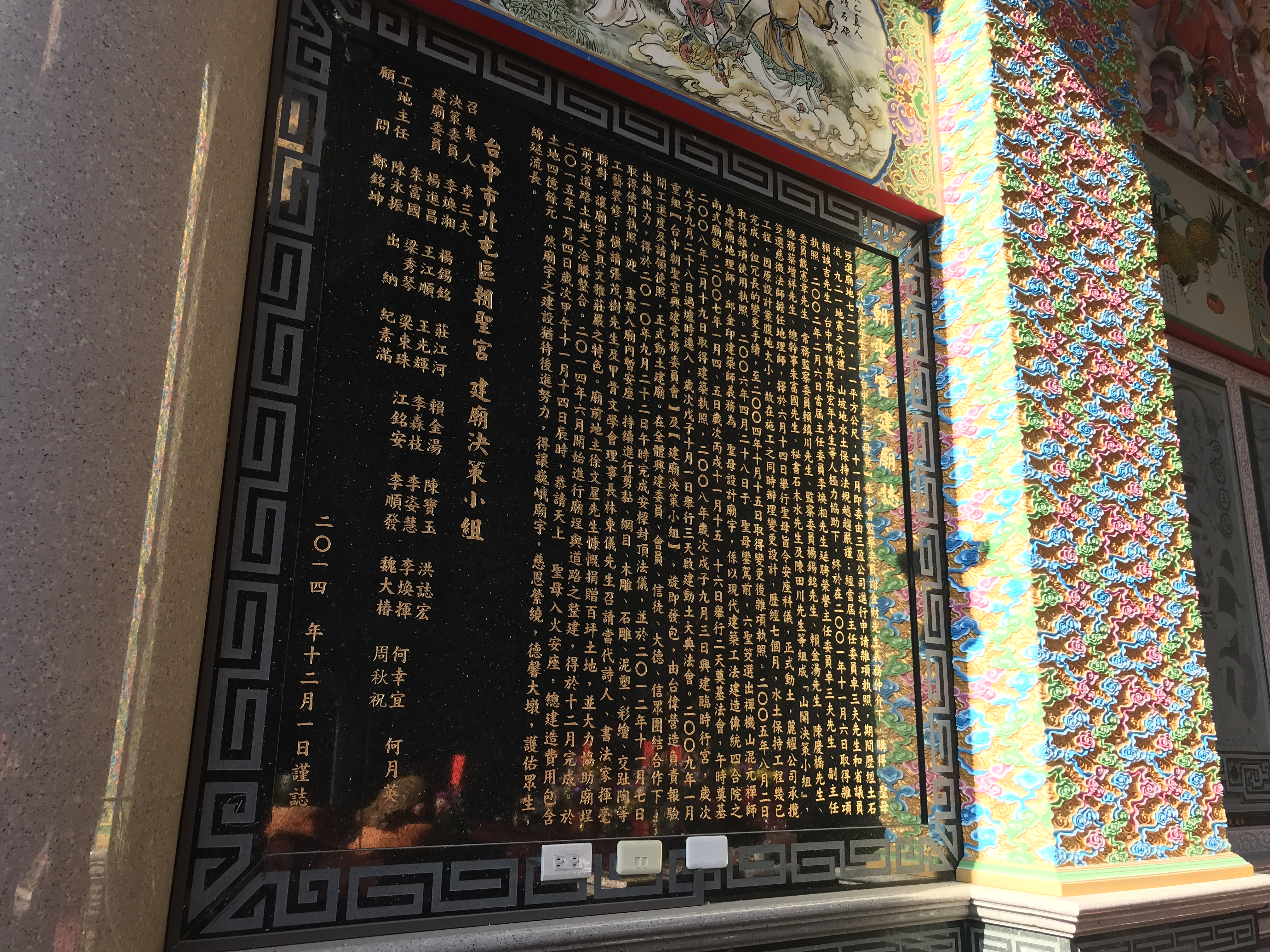
建廟誌

1990年信徒表示應該讓該大甲媽祖神像有廟宇，於是委員會決在1992年成立購地小組，數年後購得廟地2400多坪。因遇到九二一大地震，建廟地的小山丘因位於地震帶而受損，因此拖延至2009年開始興建。建築師為邱金印。原先定2年內興建比照大甲鎮瀾宮規模的分靈廟，但逢經濟不景氣，於是該年初變賣金牌籌款新台幣600多萬元作建廟基金。
2014年12月22日，台中朝聖宮將完工之前，鎮瀾宮董事長顏清標宣布，將1尊175公分高的鎮殿媽祖、將軍及宮女等5尊造價數百萬元的神像，分靈至朝聖宮。2015年1月10日，舉行入火安座，立法院長王金平、台中市長林佳龍、鎮瀾宮董事長顏清標、朝聖宮主任委員李煥湘、新港奉天宮、南方澳南天宮、南屯萬和宮、樂成宮等媽祖廟代表都出席。
建廟後，新舊爐主交香時會舉行遶境，如2015年行進路線是大里區、太平區、西屯區、南屯區再到北屯。

## 外部連結
- 台中朝聖宮的Facebook專頁
- 官方网站
- 台中朝聖宮-台灣媽祖聯誼會